# Tadeusz Kopeć (poseł II RP)
Tadeusz Kopeć (ur. 31 maja 1905 w Warszawie, zm. 2 listopada 1949 w Epping, w Wielkiej Brytanii) – polski prawnik, dziennikarz, działacz społeczny, polityk, poseł na Sejm IV kadencji (1935-1938) w II Rzeczypospolitej.

## Życiorys
Był synem Stanisława i Joanny z domu Trzcińskiej. Ukończył gimnazjum W. Giżyckiego w Warszawie, ukończył studia na Wydziale Prawno-Ekonomicznym Uniwersytetu Poznańskiego, gdzie uzyskał tytuł magistra praw. W wojsku uzyskał stopień podporucznika rezerwy.
Będąc uczniem działał w tajnym harcerstwie i OMN w Warszawie. W czasie studiów był wojewódzkim sekretarzem Zjednoczenia Pracy Miast i Wsi oraz współorganizatorem Związku Strzeleckiego w Wielkopolsce. Był wieloletnim sekretarzem generalnym Narodowo-Chrześcijańskiego Zjednoczenia Pracy. Pracował w środowiskach polonijnych na Śląsku Opolskim i w Berlinie. Pracował też jako dziennikarz w Poznaniu, Warszawie i Katowicach, był korespondentem Gazety Polskiej. 
W wyborach parlamentarnych w 1935 roku został wybrany posłem na Sejm IV kadencji (1935-1938) 42 663 głosami z okręgu nr 89, obejmującego powiat katowicki. W kadencji tej był sekretarzem Sejmu. Pracował w komisjach: budżetowej (od 1936 roku był zastępcą jej członka), pracy i regulaminowej (sekretarz). W marcu 1936 roku został wybrany do specjalnej komisji do spraw samorządu stołecznego, a w lutym 1938 roku – do specjalnej komisji do spraw samorządu miejskiego. 
Po wybuchu II wojny światowej we wrześniu 1939 roku wyjechał do Rumunii, gdzie w okresie maj–wrzesień 1940 roku był wiceprezesem zarządu i kierownikiem sekcji kulturalno-oświatowej Komitetu Obywatelskiego w Bukareszcie. Następnie przedostał się na Bliski Wschód, skąd dołączył jako oficer do II Korpusu Polskiego we Włoszech, od 1944 roku był szefem jego misji wojskowej w Awinionie. Po wojnie pozostał we Francji i zamieszkał w Paryżu. Pełnił tam m.in. funkcję wiceprezesa Zarządu Okręgu Francja Stowarzyszenia Polskich Kombatantów.

## Odznaczenia
- Złoty Krzyż Zasługi[3].